# Borsäureester

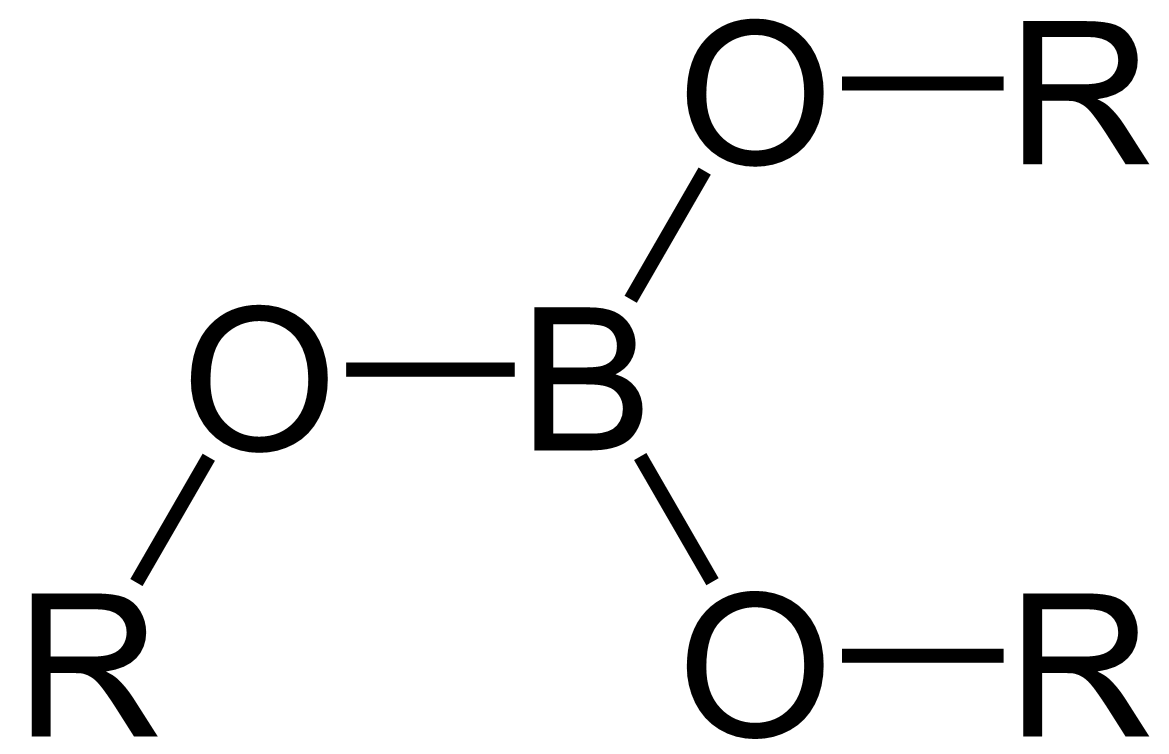
Struktur von Borsäureestern

Borsäureester sind Ester der Borsäure, die zum Beispiel durch Reaktion von Borsäure mit Alkoholen unter Abspaltung von Wasser entstehen. Durch Destillation können die entstandenen Borsäureester gereinigt werden.
Ein Beispiel dafür ist die Gewinnung von Borsäuretrimethylester (Trimethylborat), welcher manchmal synonym als Borsäureester bezeichnet wird, aus Borsäure und Methanol.

## Verwendung
Borsäureester werden u. a. als Komponente in Bremsflüssigkeiten, als Riechstoffe und bei Schulversuchen zum Nachweis von Methanol eingesetzt. Weiterhin dienen sie (vor allem cyclische Borsäureester) als Mikrobiozide, Fungizide und Insektizide.